# Hawk of the Wilderness
Hawk of the Wilderness é um seriado estadunidense de 1938, produzido pela Republic Pictures em 12 capítulos, e baseado em "Kioga", publicado nas Pulp magazines e escrito por William L. Chester. Kioga é um personagem muito parecido com Tarzan, que Herman Brix também interpretara em 1935, no seriado baseado na história de Edgar Rice Burroughs, The New Adventures of Tarzan.
Foi o 12º dos 66 seriados produzidos pela Republic Pictures, foi dirigido por William Witney e John English, e estrelado por Herman Brix, Ray Mala e Monte Blue. Veiculou nos cinemas estadunidenses a partir de 3 de dezembro de 1938.
Nos anos 1950, Hawk of the Wilderness foi editado para a televisão, em forma de série com 6 capítulos de 26½-minutos. Em 1966, foi editado como filme para TV, com 100 minutos, sob o título Lost Island of Kioga.

## Sinopse
Dr Rand, líder de uma expedição a uma ilha desconhecida no Ártico, que pode ser o lar ancestral de todos os nativos americanos, naufraga. Os únicos sobreviventes são o filho do Dr Rand e seu serviçal, o índio Mokuyi. Alguns anos mais tarde, uma mensagem do navio afundando é encontrada e uma expedição parte para encontrar novamente a ilha. Parte da tripulação, liderada pelo traficante Solerno, amotina-se ao chegar à ilha, abandonando o Dr. Munro e sua expedição. Dr Munro e seus companheiros são resgatados por Kioga, o filho já adulto do Dr Rand, que foi criado na ilha por Mokuyi.

## Elenco
- Herman Brix .... Kioga ("Hawk of the Wilderness"), filho do Dr Rand
- Ray Mala ....  Kias, nativo amigo de Kioga
- Monte Blue .... Yellow Weasel
- Jill Martin .... Beth, filha de Dr Munro
- Noble Johnson .... Mokuyi, serviçal do pai de Kioga
- William Royle .... Solerno
- Tom Chatterton .... Dr Munro, cientista que lidera a 2ª expedição à ilha
- George Eldredge .... Allen Kendall
- Patrick J. Kelly .... William Williams, ou Bill Bill
- Dick Wessel .... Dirk
- Fred Toones .... George
- Tuffie the dog .... Tawnee (cão)

## Produção
Hawk of the Wilderness foi filmado entre 18 de setembro e 13 de outubro de 1938, com locações em High Sierras. O seriado foi orçado em $117,987 dólares, mas seu custo final foi $121,168.
O cão Tuffie foi escolhido quando o seu treinador, durante a entrevista, disse "Tuffie, está escuro aqui dentro. Acenda a luz". Tuffie encontrou o interruptor, puxando uma cadeira para alcançar e ligar o interruptor com sua pata.
As partes silenciosas da série foram filmadas com uma lente de uma polegada. O Cameraman Edgar Lyons tinha inicialmente filmado mais as nuvens no céu do que os atores, com o efeito de corte parcialmente para fora das tomadas. O estúdio reclamou. O Diretor William Witney comprometeu-se a usar a lente em ambos, com as tomadas das nuvens e com os atores. As cenas foram filmadas em silêncio desta forma porque a câmera absorveria mais do ambiente.
Este foi um dos dois seriados de 12 capítulos lançados pela Republic em 1938, o outro foi The Fighting Devil Dogs. A partir desse ano, começou o padrão do estúdio em lançar dois seriados de 12 e dois de 15 capítulos por ano. Este padrão se manteve até 1944, com exceção de 1942, em que foi lançado apenas um seriado de 15 capítulos.

### Efeitos especiais
Os efeitos especiais do seriado foram produzidos por Lydecker brothers.

### Dublês
- Ted Mapes .... Kioga (dublando Herman Brix)
- James Dime
- George Montgomery
- Henry Wills

## Lançamento

### Cinemas
A data do lançamento oficial de Hawk of the Wilderness' é 3 de dezembro de 1938, apesar de atualmente essa ser considerada a data da liberação do 6º capítulo.

### Televisão
Nos anos 1950, Hawk of the Wilderness foi um dos quatorze seriados da Republic a serem editados para a televisão, em forma de série com 6 capítulos de 26½-minutos.
Esse seriado foi, também, um dos 26 da Republic Pictures a serem editados como filme para televisão em 1966, com o título modificado para Lost Island of Kioga, em versão de 100 minutos de duração.

## Crítica
O enterro de Kias, no capítulo final, é considerado por Cline como uma das "poucas tentativas bem sucedidas de drama em seriados".

## Capítulos
1. Mysterious Island (28min 59s)
2. Flaming Death (16min 40s)
3. Tiger Trap (16min 46s)
4. Queen's Ransom (16min 50s)
5. Pendulum of Doom (16min 35s)
6. The Dead Fall (16min 40s)
7. White Man's Magic (16min 41s)
8. Ambushed (16min 41s)
9. Marooned (16min 41s)
10. Camp of Horror/Caves of Horror (16min 39s)[6]
11. Valley of Skulls (16min 41s)
12. Trail's End (16min 40s)

Fonte: